# Natação nos Jogos Pan-Americanos de 1999 - 200 m peito masculino
O evento dos 200 m peito masculino nos Jogos Pan-Americanos de 1999 foi realizado em Winnipeg, Canadá, em 5 de agosto de 1999. O último campeão dos Jogos Pan-Americanos foi Seth Van Neerden, dos Estados Unidos.
Essa corrida consistiu em quatro voltas em nado peito em piscina olímpica.

## Resultados
Todos os tempos estão em minutos e segundos.
| CHAVE: | q | Mais rápidos não-classificados | Q | Classificados | GR | Recorde dos jogos | NR | Recorde nacional | PB | Melhor marca pessoal | SB | Melhor marca na temporada |

### Eliminatórias
A primeira fase foi realizada em 5 de agosto.
| Posição | Nome          | Nação              | Tempo   | Notas |
| ------- | ------------- | ------------------ | ------- | ----- |
| 1       | Morgan Knabe  | CAN Canadá         | 2:16.85 | Q     |
| 2       | -             | -                  | -       | Q     |
| 3       | -             | -                  | -       | Q     |
| 4       | Steve West    | USA Estados Unidos | 2:19.62 | Q     |
| 5       | -             | -                  | -       | Q     |
| 6       | -             | -                  | -       | Q     |
| 7       | Mark Gangloff | USA Estados Unidos | 2:20.20 | Q     |
| 8       | -             | -                  | -       | Q     |

### Final B
A final B foi realizada em 5 de agosto.
| Posição | Nome             | Nação          | Tempo   | Notas |
| ------- | ---------------- | -------------- | ------- | ----- |
| 9       | Arsenio López    | PUR Porto Rico | 2:20.25 |       |
| 10      | José López       | MEX México     | 2:22.70 |       |
| 11      | Sergio Ferreyra  | ARG Argentina  | 2:22.89 |       |
| 12      | Jeremy Knowles   | BAH Bahamas    | 2:24.19 |       |
| 13      | Abraham Solano   | ECU Equador    | 2:24.25 |       |
| 14      | Gunter Rodríguez | CUB Cuba       | 2:24.86 |       |
| 15      | Alfredo Jacobo   | MEX México     | 2:25.21 |       |
| 16      | Marcos Burgos    | CHI Chile      | 2:25.31 |       |

### Final A
A final A foi realizada em 5 de agosto.
| Posição           | Nome              | Nação              | Tempo   | Notas |
| ----------------- | ----------------- | ------------------ | ------- | ----- |
| Medalha de ouro   | Morgan Knabe      | CAN Canadá         | 2:14.73 | GR    |
| Medalha de prata  | Steve West        | USA Estados Unidos | 2:16.26 |       |
| Medalha de bronze | Mark Gangloff     | USA Estados Unidos | 2:16.60 |       |
| 4                 | Marcelo Tomazini  | BRA Brasil         | 2:17.04 |       |
| 5                 | Michel Boulianne  | CAN Canadá         | 2:17.93 |       |
| 6                 | Mario González    | CUB Cuba           | 2:17.93 |       |
| 7                 | Álvaro Fortuny    | GUA Guatemala      | 2:20.13 |       |
| 8                 | Fábio Mauro Silva | BRA Brasil         | 2:22.14 |       |